# 13e législature de la Colombie-Britannique

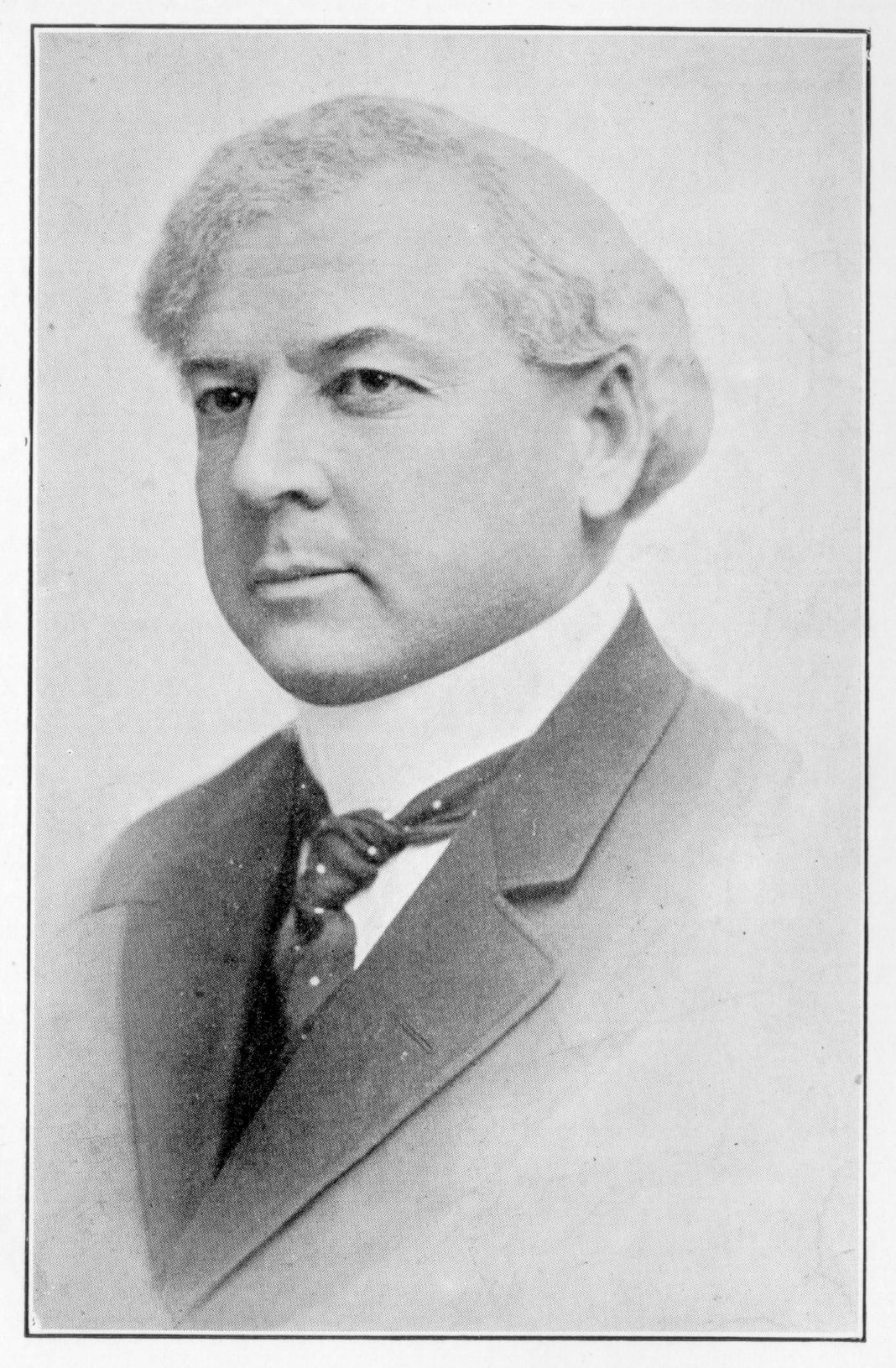
Richard McBride, premier ministre (1903-1915)

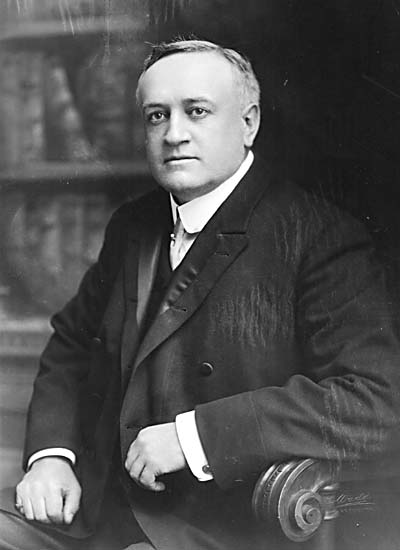
William John Bowser, premier ministre (1915-1916)

La 13e législature de la Colombie-Britannique a siégé de 1913 à 1916. Ses membres sont élus lors de l'élection générale de 1912 (en). Le Parti conservateur de la Colombie-Britannique dirigé par Richard McBride remporte l'élection et forme un gouvernement majoritaire. McBride démissionne en décembre 1915 pour devenir agent-général de la Colombie-Britannique à Londres et William John Bowser le remplace.
David McEwen Eberts est président de l'Assemblée pendant toute la durée de la législature.

## Membre de la 13elégislature
| Député | Député                           | Circonscription      | Parti                    |
| ------ | -------------------------------- | -------------------- | ------------------------ |
|        | John George Corry Wood           | Alberni              | Conservateur             |
|        | Henry Esson Young                | Atlin                | Conservateur             |
|        | Michael Callanan                 | Cariboo              | Conservateur             |
|        | John Anderson Fraser             | Cariboo              | Conservateur             |
|        | Samuel Arthur Cawley             | Chilliwhack          | Conservateur             |
|        | Harold Ernest Forster            | Columbia             | Conservateur indépendant |
|        | Michael Manson                   | Comox                | Conservateur             |
|        | William Henry Hayward            | Cowichan             | Conservateur             |
|        | Thomas Donald Caven              | Cranbrook            | Conservateur             |
|        | Francis James Anderson MacKenzie | Delta                | Conservateur             |
|        | William J. Manson                | Dewdney              | Conservateur             |
|        | Robert Henry Pooley              | Esquimalt            | Conservateur             |
|        | William Roderick Ross            | Fernie               | Conservateur             |
|        | Ernest Miller                    | Grand Forks          | Conservateur             |
|        | John Robert Jackson              | Greenwood            | Conservateur             |
|        | Albert Edward McPhillips         | The Islands          | Conservateur             |
|        | James Pearson Shaw               | Kamloops             | Conservateur             |
|        | Neil Franklin MacKay             | Kaslo                | Conservateur             |
|        | Archibald McDonald               | Lillooet             | Conservateur             |
|        | John Thomas Wilmot Place         | Nanaimo City         | Social-démocrate         |
|        | William Ross MacLean             | Nelson City          | Conservateur             |
|        | Parker Williams                  | Newcastle            | Socialiste               |
|        | Thomas Gifford                   | New Westminster City | Conservateur             |
|        | Price Ellison                    | Okanagan             | Conservateur             |
|        | Thomas Taylor                    | Revelstoke           | Conservateur             |
|        | Francis Lovett Carter-Cotton     | Richmond             | Conservateur             |
|        | Lorne Argyle Campbell            | Rossland City        | Conservateur             |
|        | David McEwen Eberts              | Saanich              | Conservateur             |
|        | Lytton Wilmot Shatford           | Similkameen          | Conservateur             |
|        | William Manson                   | Skeena               | Conservateur             |
|        | William Hunter                   | Slocan               | Conservateur             |
|        | William John Bowser              | Vancouver City       | Conservateur             |
|        | Alexander Henry Boswell MacGowan | Vancouver City       | Conservateur             |
|        | George Albert McGuire            | Vancouver City       | Conservateur             |
|        | Charles Edward Tisdall           | Vancouver City       | Conservateur             |
|        | Henry Holgate Watson             | Vancouver City       | Conservateur             |
|        | Henry Frederick William Behnsen  | Victoria City        | Conservateur             |
|        | Frederick Davey                  | Victoria City        | Conservateur             |
|        | Richard McBride                  | Victoria City        | Conservateur             |
|        | Henry Broughton Thomson          | Victoria City        | Conservateur             |
|        | Alexander Lucas                  | Yale                 | Conservateur             |
|        | James Hargrave Schofield         | Ymir                 | Conservateur             |

## Répartition des sièges
| Parti    | Parti               | Député(s) |
| -------- | ------------------- | --------- |
|          | Conservateur        | 39        |
|          | Socialiste          | 1         |
|          | Social démocratique | 1         |
|          | Indépendant         | 1         |
| Total    | Total               | 42        |
| Majorité | Majorité            | 36        |

## Élections partielles
Durant cette période, une élection partielle était requise à la suite de la nomination d'un député au cabinet.
- Lorne Argyle Campbell, ministre des Mines[4], élu en mars 1916
- Charles Edward Tisdall, ministre des Travaux publics[5], défait par Malcolm Archibald Macdonald (Libéral), le 1er mars 1916

D'autres élections partielles ont été tenues pour diverses autres raisons:
| Circonscription | Député                   | Parti        | Élection        | Motif                                                                                    |
| --------------- | ------------------------ | ------------ | --------------- | ---------------------------------------------------------------------------------------- |
| The Islands     | William Wasbrough Foster | Conservateur | 6 décembre 1913 | A.E. McPhillips est nommé à la Cour d'appel de la Colombie-Britannique en septembre 1913 |
| Victoria City   | Harlan Carey Brewster    | Conservateur | 4 mars 1916     | R. McBride est nommé Agent-général en janvier 1916                                       |

## Autre(s) changement(s)
- Parker Williams est expulsé du caucus socialiste, car il détenait également une adhésion avec les Sociaux-démocrates[1]. Le 15 mai 1916, il est expulsé du caucus social-démocrate et siège ensuite comme Socialiste indépendant[6].